# Camille Wagner
Camille Wagner (Schifflange, 13 aprile 1925 – Lussemburgo, 7 febbraio 2014) è stato un calciatore lussemburghese, di ruolo difensore.

## Carriera

### Club
Ha sempre giocato nel campionato lussemburghese.

### Nazionale
Ha rappresentato la Nazionale del suo paese alle Olimpiadi del 1948.